# Estrada regional 183 (Suécia)
| 183 |

A Estrada regional 183  (em sueco: Länsväg 183) é uma estrada regional sueca com uma extensão de 32 km, que atravessa a província histórica da Västergötland, no atual condado da Västra Götaland.
Liga Herrljunga a Fristad, passando por Ljung e Borgstena.